# Alloromantyczność
Alloromantyczność (alloromantyzm) – określenie grupy orientacji romantycznych będących przeciwieństwem aromantyczności, tj. polegających na odczuwaniu pociągu romantycznego. Do alloromantyczności zalicza się m.in. heteroromantyczność. Demiromantyczność i litromantyczność uznaje się za orientacje pośrednie między alloromantycznością i aromantycznością
W języku angielskim alloromantyczność określa się słowami alloromantic, zedromantic lub romantic.